# Campeonato Europeu de Hóquei em Patins Feminino de 2013
O Campeonato Europeu Feminino de Hóquei em Patins de 2013 foi a 12ª edição do Campeonato Europeu de hóquei em patins feminino, que se realiza a cada dois anos. Realizou-se pela 3ª vez na Espanha, no município de Mieres (Astúrias), entre os dias 17 e 21 de Dezembro de 2013.

## 1ª Fase

### Classificação
| Pos | País     | P | J | V | E | D | GM | GS | DG  |
| --- | -------- | - | - | - | - | - | -- | -- | --- |
| 1   | Portugal | 9 | 3 | 3 | 0 | 0 | 19 | 8  | 11  |
| 2   | Espanha  | 6 | 3 | 2 | 0 | 1 | 12 | 4  | 8   |
| 3   | Itália   | 3 | 3 | 1 | 0 | 2 | 5  | 13 | -8  |
| 4   | França   | 0 | 3 | 0 | 0 | 3 | 4  | 15 | -11 |

### Jogos
1ª Jornada - 17 de Dezembro de 2013
| 17 de Dezembro de 2013 | Portugal | 7-3 | Itália                                                                                 |                                                         |
| 19:00 (GMT)            | 1-0 Marlene Sousa 1´1ªP 2-0 Marlene Sousa LD 12´1ªP 3-0 Rute Lopes 16´1ªP 4-0 Rute Lopes 19´1ªP 5-1 Inês Ferreira 10´2ªP 6-1 Ana Catarina Ferreira LD 13´2ªP 7-1 Rita Dias 14´2ªP |     | 4-1 Elena Tomiozzo 7´ 2ªP 7-2 Maria Teresa Mele LD 15´2ªP 7-3 Maria Teresa Mele 18´2ªP | Árbitro: Xavier Blauzen (França) e Isaac Sanz (Espanha) |

| 17 de Dezembro de 2013 | França | 0-5 | Espanha |                                                           |
| 20:15 (GMT)            |        |     | 0-1 Laura Puigdueta 15´1ªP 0-2 Natasha Lee 18´1ªP 0-3 Laura Puigdueta 20´1ªP 0-4 Maria Diez 11´2ªP 0-5 Sara Gonzales 11´2ªP | Árbitro: Carlo Corponi (Itália) e Jaime Vieira (Portugal) |

2ª Jornada - 18 de Dezembro de 2013
| 18 de Dezembro de 2013 | Portugal | 8-3 | França                                                                            |                                                        |
| 19:00 (GMT)            | 1-1 Rita "Bombardeira" Dias 6' 1ªP 2-1 Rita Lopes 8' 1ªP 3-2 Ana Catarina Ferreira 18' 1ªP 4-2 Rute Lopes LD 4' 2ªP 5-2 Marlene Sousa LD 4' 2ªP 6-2 Rute Lopes 5' 2ªP 7-2 Marlene Sousa 11' 2ªP 8-3 Rute Lopes 16' 2ªP |     | 0-1 Nolween Bena 1' 1ªP 2-2 Frederique Denest GP 9' 1ªP 7-3 Maeva Manceau 15' 2ªP | Árbitro: Carlo Corponi (Itália) e Isaac Sanz (Espanha) |

| 18 de Dezembro de 2013 | Itália | 0-5 | Espanha |                                                            |
| 20:15 (GMT)            |        |     | 0-1 Anna Casarramona 8' 1ªP 0-2 Berta Tarrida GP 18' 1ªP 0-3 Anna Casarramona 12' 2ªP 0-4 Nara López 19' 2ªP 0-5 Natasha Lee GP 20' 2ªP | Árbitro: Xavier Blauzen (França) e Jaime Vieira (Portugal) |

3ª Jornada - 19 de Dezembro de 2013
| 18 de Dezembro de 2013 | França                    | 1-2 | Itália                                                   |                                                         |
| 19:00 (GMT)            | 1-1 Camille Renier 18´1ªP |     | 0-1 Elena Tamiozzo 4´1ªP 1-2 Maria Teresa Mele LD 18´2ªP | Árbitro: Isaac Sanz (Espanha) e Jaime Vieira (Portugal) |

| 18 de Dezembro de 2013 | Portugal                                                                                       | 4-2 | Espanha                                         |                                                           |
| 20:15 (GMT)            | 1-2 Marlene Sousa 15´1ªP 2-2 Rita Lopes 16´1ªP 3-2 Inês Vieira 10´2ªP 4-2 Marlene Sousa 17´2ªP |     | 0-1 Natasha Lee 6´ 1ªP 0-2 Berta Tarrida 8´ 1ªP | Árbitro: Xavier Blauzen (França) e Carlo Corponi (Itália) |

## Apuramento Campeão
|  | Semifinais                | Semifinais                |   |                           | Final                     | Final |  |
|  |                           |                           |   |                           |                           |       |  |
|  | 20-Dez-2013 - 19:00 (GMT) |                           |   |                           |                           |       |  |
|  | Espanha                   | 4                         |   |                           |                           |       |  |
|  | Itália                    | 1                         |   |                           |                           |       |  |
|  |                           |                           |   |                           |                           |       |  |
|  |                           |                           |   |                           | 21-Dez-2013 - 18:45 (GMT) |       |  |
|  |                           |                           |   |                           | Espanha                   | 7     |  |
|  |                           | Portugal                  | 0 |                           |                           |       |  |
|  |                           |                           |   |                           |                           |       |  |
|  |                           |                           |   |                           |                           |       |  |
|  |                           |                           |   |                           | Terceiro lugar            |       |  |
|  | 20-Dez-2013 - 20:15 (GMT) | 20-Dez-2013 - 20:15 (GMT) |   | 21-Dez-2013 - 17:30 (GMT) | 21-Dez-2013 - 17:30 (GMT) |       |  |
|  | Portugal                  | 7                         |   | Itália                    | 5                         |       |  |
|  | França                    | 1                         |   |                           | França                    | 0     |  |

### Jogos
Meias Finais - 20 de Dezembro de 2013
| 20 de Dezembro de 2013 | Espanha                                                                                       | 4-1 | Itália                |                                                            |
| 19:00 (GMT)            | 1-0 Laura Puigdueta 15m 2-0 Berta Tarrida 17m 3-0 Maria Diez GP 10m 4-0 Anna Casarramona 11 m |     | 4-1 Laura Minuzzo 19m | Árbitro: Xavier Blauzen (França) e Jaime Vieira (Portugal) |

| 20 de Dezembro de 2013 | Portugal | 7-1 | França                  |                                                        |
| 20:15 (GMT)            | 1-0 Rita Dias 1´1ªP 2-0 Ana Catarina Ferreira 2´1ªP 3-0 Ana Catarina Ferreira 6´1ªP 4-0 Rita Lopes 13´1ªP 5-0 Rita Lopes 15´1ªP 6-0 Carolina Gonçalves 15´1ªP 7-0 Rita Lopes 13´2ªP |     | 7-1 Amina Nedder 14´2ªP | Árbitro: Carlo Corponi (Itália) e Isaac Sanz (Espanha) |

3º Lugar
| 21 de Dezembro de 2013 | Itália | 5-0 | França |                                                         |
| 17:30 (GMT)            | 1-0 Elena Tamiozzo 13' 1ªP 2-0 Elena Tamiozzo GP 15' 1ªP 3-0 Pamela Lapolla 2' 2ªP 4-0 Elena Toffaniu 11' 2ªP 5-0 Elena Tamiozzo 14' 2ªP |     |        | Árbitro: Jaime Vieira (Portugal) e Isaac Sanz (Espanha) |

Final
| 21 de Dezembro de 2013 | Espanha | 7-0 | Portugal |                                                           |
| 18:45 (GMT)            | 1-0 Maria Diez 2' 1ªP 2-0 Maria Diez 9' 1ªP 3-0 Anna Casaramonna 1' 2ªP 4-0 Natasha Lee 6' 2ªP 5-0 Natasha Lee LD 10ªF 8' 2ªP 6-0 Laura Puigdueta 9' 2ªP 7-0 Maria Diez LD 17' 2ªP |     |          | Árbitro: Xavier Blauzen (França) e Carlo Corponi (Itália) |

## Classificação Final
| Pos | Equipa   |
| --- | -------- |
|     | Espanha  |
|     | Portugal |
|     | Itália   |
| 4   | França   |

| Campeã Europeia 2013 |
| -------------------- |
| ESPANHA 4º           |